# 露頭

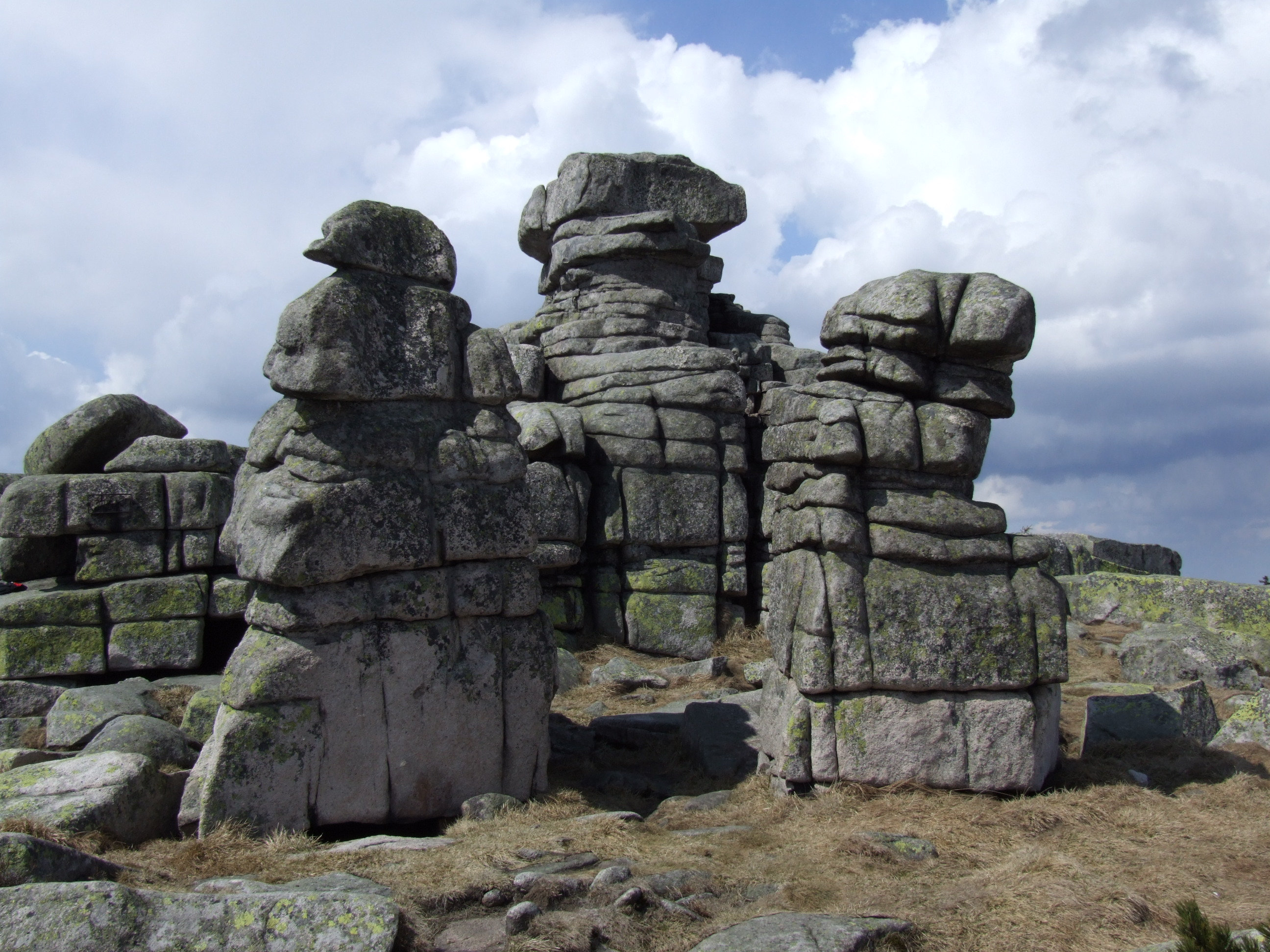
波兰西南部西里西亚石头山上的花岗岩露头

露頭（英語：outcrop）是地球表面突出可見的岩床或表面沉积物。